# نصوح بن جهجاه بن مصطفى الحرفوشي
الأمير نصوح بن جهجاه الحرفوشي البعلبكي الخزاعي، من أمراء آل حرفوش الذين حكموا البقاع اللبناني منذ أوائل فترة الحكم العثماني.

## أحواله
تولى إمارة بعلبك عام 1236 هـ، وكان على خلاف مع أعمامه الأمير سلطان والامير أمين الحرفوشي، فساعد الأمير بشير الشهابي على مهاجمتهما في الهرمل حيث تحصنا هناك. فهرب الأمير سلطان وأخوه الأمير أمين إلى عكار، وبقي الأمير نصوح في السلطة وأقنع مشايخ الحمادية ومنهم الشيخ حمود الحماد بالتعاون مع الأمير بشير والدخول في طاعته.
جمع أمين وأخوه سلطان قواتهما وكبسا بعلبك فهرب منها الأمير نصوح والتجأ إلى زحلة، ثم ندم نصوح وطلب العفو من أعمامه فعفيا عنه واضمرا له الشر واوعزا لبعض الدروز بقتله أثناء النوم خنقا في قرية مجدلون وبذلك صفى الحكم للأمير أمين.

## المرجع
1. ↑  أعيان الشيعة – المجلد 10 – الصفحة 221 – تأليف السيد محسن الأمين